# Heraclia perdix
Heraclia perdix är en fjärilsart som beskrevs av Druce 1887. Heraclia perdix ingår i släktet Heraclia och familjen nattflyn. Inga underarter finns listade i Catalogue of Life.